# Ulica Lipowa w Lublinie
Ulica Lipowa w Lublinie – jedna z głównych arterii Lublina, pierwotnie droga dojazdowa do cmentarza miejskiego.
Bierze swój początek od skrzyżowania z Krakowskim Przedmieściem i Alejami Racławickimi i kończy się przy skrzyżowaniu z ulicą Narutowicza. Nazwa ulicy pochodzi od rosnących tu dawniej starych lip, które zostały wycięte w 2006 roku z powodu przebudowy ulicy związanej z budową centrum handlowego Plaza.
Przy ulicy znajduje się najstarszy w mieście zespół cmentarzy oraz dwie szkoły: V Liceum Ogólnokształcące im. Marii Skłodowskiej-Curie oraz XXIX Liceum Ogólnokształcące im. cc. mjra Hieronima Dekutowskiego ps. "Zapora" (dawniej Gimnazjum nr 9).
W 2021 wykonano prace budowlane powiązane z przebudową Al. Racławickich. Przy ul. Lipowej utworzono zbiornik retencyjny o pojemności ok. 600 tys. litrów. Gromadzi się w nim deszczówka z Al. Racławickich, która następnie spływa do Bystrzycy przez ul. Piłsudskiego oraz do Czechówki przez ul. Poniatowskiego. Zbudowano też kanalizację deszczową.

## Komunikacja miejska
Ulicą kursują linie komunikacji miejskiej w Lublinie. 

### Autobusowe
- 8 (tylko w jedną stronę, na odcinku od Okopowej do Narutowicza), 11, 15, 20, 30, 32, 40, 44

### Trolejbusowe
- całość ulicy: 150, 151, 155, 158